# Gammarus ochridensis
Gammarus ochridensis is een vlokreeftensoort uit de familie van de Gammaridae. De wetenschappelijke naam van de soort is voor het eerst geldig gepubliceerd in 1926 door Schäferna.
G. ochridensis komt alleen (endemisch) voor in het Meer van Ohrid. Dit meer, tussen Albanië en Noord-Macedonië behoort tot de oudste en diepste meren van  Europa en herbergt dan ook diersoorten die elders niet voorkomen, zoals deze gammaride. Het dier kan 18 mm groot worden (mannetjes) en leeft vooral in de kustwateren van het meer. Hier wordt het aangetroffen met twee andere endemische gammariden:  G. lychnidensis en G. salemaai. 